# Auswärtiger Ausschuss
Der Auswärtige Ausschuss ist ein Bundestagsausschuss, der nach Art. 45a Grundgesetz (dort als Ausschuß für auswärtige Angelegenheiten bezeichnet) vorgeschrieben ist. Er ist einer der 24 ständigen Ausschüsse des Deutschen Bundestages. Der Ausschuss befasst sich mit den auswärtigen Beziehungen der Bundesrepublik Deutschland, der Tätigkeit des Auswärtigen Amts sowie des Bundesministers des Auswärtigen und begleitet und kontrolliert die Außenpolitik der Bundesrepublik Deutschland.
In der ersten Legislaturperiode von 1949 bis 1953 hieß der Ausschuss Ausschuss für das Besatzungsstatut und Auswärtige Angelegenheiten.

## Bedeutung und Rolle
Der Auswärtige Ausschuss gehört zu den wichtigsten Ausschüssen des Deutschen Bundestages. Münzing und Pilz beschreiben ihn als einen der „privilegierten Ausschüsse“. Dieser Status begründe sich nicht nur durch dessen Festschreibung im Grundgesetz, sondern auch durch die hoch begehrten Mitgliedschaften im Ausschuss und dessen Renommee.
Der Ausschuss tagt als sogenannter „geschlossener Ausschuss“, das heißt, dass zu dessen Sitzungen ausschließlich Ausschussmitglieder, Regierungsvertreterinnen und -vertreter, sowie Mitarbeitende der Fraktionen Zugang haben.
Die Frankfurter Allgemeine Zeitung (FAZ) kommentierte die Rolle des Ausschusses in der 19. Legislaturperiode (seit 2017) als „emanzipierter“, vor allem gegenüber der Bundesregierung bzw. dem Auswärtigen Amt. Dies drücke sich nicht nur in deutlich mehr eigenen Initiativen des Ausschusses aus, sondern auch durch stärkere Befragungen von Regierungsvertretern und der Einführung von öffentlichen Anhörungen. Als Gründe für die Emanzipation führte die FAZ vor allem einen Generationenwechsel unter den Ausschussmitgliedern an, wie auch die Dynamiken einer Großen Koalition. Die sich oft widersprechenden (außenpolitischen) Positionen der Koalitionspartner führten oft dazu, dass politische Positionierungen verschleppt oder ausbleiben würden, sodass der Ausschuss eine stärkere Rolle in der deutschen Außenpolitik übernehme.

## Unterausschüsse
In der 20. Wahlperiode hatte der Auswärtige Ausschuss vier Unterausschüsse, nämlich für Abrüstung, Rüstungskontrolle und Nichtverbreitung, für Auswärtige Kultur- und Bildungspolitik, für Internationale Klima- und Energiepolitik sowie für Vereinte Nationen, internationale Organisationen und zivile Krisenprävention.

## Mitglieder der 21. Legislaturperiode
| CDU/CSU – ordentlich       | CDU/CSU – stellv.         | AfD – ordentlich   | AfD – stellv.   | SPD – ordentlich    | SPD – stellv.       | Bündnis 90/Die Grünen – ordentlich | Bündnis 90/Die Grünen – stellv. | Die Linke – ordentlich | Die Linke – stellv. |
| -------------------------- | ------------------------- | ------------------ | --------------- | ------------------- | ------------------- | ---------------------------------- | ------------------------------- | ---------------------- | ------------------- |
| Knut Abraham               | Tijen Ataoğlu             | Torben Braga       | Gottfried Curio | Adis Ahmetovic      | Isabel Cademartori  | Luise Amtsberg                     | Agnieszka Brugger               | Jan van Aken           | Gökay Akbulut       |
| Peter Beyer                | Artur Auernhammer         | Markus Frohnmaier  | Hannes Gnauck   | Nancy Faeser        | Jürgen Coße         | Deborah Düring                     | Lamya Kaddor                    | Vinzenz Glaser         | Violetta Bock       |
| Ellen Demuth               | Diana Herbstreuth         | Alexander Gauland  | Nicole Höchst   | Hubertus Heil       | Metin Hakverdi      | Robert Habeck                      | Max Lucks                       | Cansu Özdemir          | Stella Merendino    |
| Jürgen Hardt               | Günter Krings             | Udo Hemmelgarn     | Heinrich Koch   | Gabriela Heinrich   | Macit Karaahmetoğlu | Omid Nouripour                     | Boris Mijatović                 | Lea Reisner            | Charlotte Neuhäuser |
| Roderich Kiesewetter       | Tilman Kuban              | Stefan Keuter      | Jürgen Kögel    | Rolf Mützenich      | Bettina Lugk        | Claudia Roth                       | Jamila Schäfer                  |                        |                     |
| Markus Koob                | Volker Mayer-Lay          | Gerold Otten       | Steffen Kotré   | Aydan Özoguz        | Siemtje Möller      | Robin Wagener                      | Awet Tesfaiesus                 |                        |                     |
| Armin Laschet Vorsitzender | Jan Metzler               | Anna Rathert       | Rainer Rothfuß  | Ralf Stegner        | Dagmar Schmidt      |                                    |                                 |                        |                     |
| Stephan Mayer              | Markus Reichel            | Jan Wenzel Schmidt | Uwe Schulz      | Derya Türk-Nachbaur |                     |                                    |                                 |                        |                     |
| Thomas Rachel              | Norbert Röttgen           | Beatrix von Storch | René Springer   |                     |                     |                                    |                                 |                        |                     |
| Alexander Radwan           | Catarina dos Santos-Wintz | Alexander Wolf     | Diana Zimmer    |                     |                     |                                    |                                 |                        |                     |
| Johannes Volkmann          | Thomas Silberhorn         |                    |                 |                     |                     |                                    |                                 |                        |                     |
| Tobias Winkler             | Roland Theis              |                    |                 |                     |                     |                                    |                                 |                        |                     |
| Paul Ziemiak               | Siegfried Walch           |                    |                 |                     |                     |                                    |                                 |                        |                     |
| Nicolas Zippelius          | Kai Whittaker             |                    |                 |                     |                     |                                    |                                 |                        |                     |

## Mitglieder der 20. Legislaturperiode
| SPD – ordentlich          | SPD – stellv.        | CDU/CSU – ordentlich              | CDU/CSU – stellv.     | Bündnis 90/Die Grünen – ordentlich | Bündnis 90/Die Grünen – stellv. | FDP – ordentlich        | FDP – stellv.      | AfD – ordentlich     | AfD – stellv.      | Gruppe Die Linke – ordentlich | Gruppe Die Linke – stellv. | Gruppe BSW – ordentlich | Gruppe BSW – stellv. | fraktionslos – beratend |
| ------------------------- | -------------------- | --------------------------------- | --------------------- | ---------------------------------- | ------------------------------- | ----------------------- | ------------------ | -------------------- | ------------------ | ----------------------------- | -------------------------- | ----------------------- | -------------------- | ----------------------- |
| Adis Ahmetović            | Falko Droßmann       | Knut Abraham                      | Michael Brand         | Tobias B. Bacherle                 | Lisa Badum                      | Jens Beeck              | Renata Alt         | Markus Frohnmaier    | Steffen Kotré      | Gregor Gysi Obmann            | Dietmar Bartsch            | Sevim Dağdelen          | Andrej Hunko         | Robert Farle            |
| Jürgen Coße               | Fabian Funke         | Peter Beyer                       | Monika Grütters       | Deborah Düring Obfrau              | Agnieszka Brugger               | Bijan Djir-Sarai        | Thomas Hacker      | Alexander Gauland    | Gerold Otten       |                               |                            |                         |                      |                         |
| Karamba Diaby             | Gabriela Heinrich    | Thomas Erndl stellv. Vorsitzender | Günter Krings         | Schahina Gambir                    | Ottmar von Holtz                | Anikó Glogowski-Merten  | Olaf in der Beek   | Stefan Keuter Obmann | Eugen Schmidt      |                               |                            |                         |                      |                         |
| Andreas Larem             | Macit Karaahmetoğlu  | Manfred Grund                     | Jan Metzler           | Erhard Grundl                      | Lamya Kaddor                    | Ulrich Lechte Obmann    | Michael Georg Link | Matthias Moosdorf    | René Springer      |                               |                            |                         |                      |                         |
| Bettina Lugk              | Lars Klingbeil       | Jürgen Hardt Obmann               | Henning Otte          | Max Lucks                          | Boris Mijatović                 | Frank Müller-Rosentritt | Johannes Vogel     | Joachim Wundrak      | Beatrix von Storch |                               |                            |                         |                      |                         |
| Michael Müller            | Zanda Martens        | Roderich Kiesewetter              | Thomas Rachel         | Jamila Schäfer                     | Sara Nanni                      | Rainer Semet            | Nicole Westig      |                      |                    |                               |                            |                         |                      |                         |
| Michelle Müntefering      | Wiebke Papenbrock    | Markus Koob                       | Peter Ramsauer        | Merle Spellerberg                  | Omid Nouripour                  |                         |                    |                      |                    |                               |                            |                         |                      |                         |
| Dietmar Nietan            | Ye-One Rhie          | Armin Laschet                     | Thomas Silberhorn     | Robin Wagener                      |                                 |                         |                    |                      |                    |                               |                            |                         |                      |                         |
| Aydan Özoğuz              | Christoph Schmid     | Katja Leikert                     | Volker Ullrich        |                                    |                                 |                         |                    |                      |                    |                               |                            |                         |                      |                         |
| Michael Roth Vorsitzender | Johannes Schraps     | Alexander Radwan                  | Johann David Wadephul |                                    |                                 |                         |                    |                      |                    |                               |                            |                         |                      |                         |
| Nils Schmid Obmann        | Christian Schreider  | Norbert Röttgen                   | Marco Wanderwitz      |                                    |                                 |                         |                    |                      |                    |                               |                            |                         |                      |                         |
| Frank Schwabe             | Martina Stamm-Fibich | Annette Widmann-Mauz              | Nicolas Zippelius     |                                    |                                 |                         |                    |                      |                    |                               |                            |                         |                      |                         |
| Ralf Stegner              | Derya Türk-Nachbaur  |                                   |                       |                                    |                                 |                         |                    |                      |                    |                               |                            |                         |                      |                         |

Stand der Übersicht: 11. September 2024

## Mitglieder der 19. Legislaturperiode
Der Auswärtige Ausschuss der 19. Legislaturperiode hatte 45 Mitglieder, davon waren 16 von der Fraktionsgemeinschaft CDU/CSU, zehn von der SPD, sechs von der AfD, fünf wurden von der FDP entsandt, sowie jeweils vier Abgeordnete von Die Linke und Bündnis 90/Die Grünen.

### Ordentliche Mitglieder
| CDU/CSU | SPD | AfD | FDP                                                                                                 | Die Linke                                                               | Bündnis 90/Die Grünen                                                        |
| --- | --- | --- | --------------------------------------------------------------------------------------------------- | ----------------------------------------------------------------------- | ---------------------------------------------------------------------------- |
| - Röttgen, Norbert (Vorsitzender) - Beyer, Peter - Erndl, Thomas - Groden-Kranich, Ursula - Grübel, Markus - Grund, Manfred - Hardt, Jürgen - Kiesewetter, Roderich * - Koob, Markus - Löbel, Nikolaus - Manderla, Gisela - Motschmann, Elisabeth - Nick, Andreas - Radwan, Alexander - Schmidt, Christian - Steffel, Frank | - De Ridder, Daniela (Stellv. Vorsitzende) - Freitag, Dagmar - Hendricks, Barbara - Juratovic, Josip - Kofler, Bärbel - Matschie, Christoph - Nietan, Dietmar - Oppermann, Thomas (†) - Özoğuz, Aydan - Schmid, Nils * | - Bystron, Petr * - Friesen, Anton - Hampel, Armin-Paulus - Hartwig, Roland - Herdt, Waldemar - Podolay, Paul Viktor | - Alt, Renata - Djir-Sarai, Bijan * - Kulitz, Alexander - Lechte, Ulrich - Müller-Rosentritt, Frank | - Dağdelen, Sevim - Hänsel, Heike - Liebich, Stefan * - Vogler, Kathrin | - Nouripour, Omid * - Sarrazin, Manuel - Schmidt, Frithjof - Trittin, Jürgen |

### Stellvertretende Mitglieder
| CDU/CSU | SPD | AfD | FDP | Die Linke                                                            | Bündnis 90/Die Grünen                                                     |
| --- | --- | --- | --- | -------------------------------------------------------------------- | ------------------------------------------------------------------------- |
| - Fischer, Axel - Heinrich, Frank - Klein, Volkmar - Kuffer, Michael - Kühne, Roy - Lamers, Karl - Lämmel, Andreas - Leikert, Katja - Metzler, Jan - Nordt, Kristina - Otte, Henning - Ramsauer, Peter - Selle, Johannes - Ullrich, Volker - Wadephul, Johann David - Ziemiak, Paul | - Barnett, Doris - Brunner, Karl-Heinz - Fahimi, Yasmin - Heinrich, Gabriela - Möller, Siemtje - Schmidt, Dagmar - Schmidt, Ulla - Schraps, Johannes - Schulz, Martin - Wiese, Dirk | - Chrupalla, Tino - Gauland, Alexander - Hemmelgarn, Udo Theodor - Maier, Lothar - Schlund, Robby - Springer, René | - in der Beek, Olaf - Lambsdorff, Alexander Graf - Link, Michael Georg - Vogel, Johannes - Weeser, Sandra | - Gysi, Gregor - Hunko, Andrej - Neu, Alexander S. - Pflüger, Tobias | - Brantner, Franziska - Brugger, Agnieszka - Özdemir, Cem - Roth, Claudia |

## Ausschussvorsitzende
- seit 2025: Armin Laschet (CDU/CSU)
- 2021–2025 Michael Roth (SPD)[7]
- 2014–2021 Norbert Röttgen (CDU/CSU)
- 2005–2013 Ruprecht Polenz (CDU/CSU)
- 2002–2005 Volker Rühe (CDU/CSU)
- 1998–2002 Hans-Ulrich Klose (SPD)
- 1994–1998 Karl-Heinz Hornhues (CDU/CSU)
- 1985–1994 Hans Stercken (CDU/CSU)
- 1982–1985 Werner Marx (CDU/CSU)
- 1980–1982 Rainer Barzel (CDU/CSU)
- 1969–1980 Gerhard Schröder (CDU/CSU)
- 1960–1969 Hermann Kopf (CDU/CSU)
- 1959–1960 Hans Furler (CDU/CSU)
- 1954–1958 Kurt Georg Kiesinger (CDU/CSU)
- 1953–1954 Eugen Gerstenmaier (CDU/CSU)
- 1949–1953 Carlo Schmid (SPD)

## Stellvertretende Ausschussvorsitzende
- Seit 2017: Daniela De Ridder (SPD)
- 2013–2017 Franz Thönnes (SPD)
- 2002–2013 Hans-Ulrich Klose (SPD)
- 1998–2002 Carl-Dieter Spranger (CDU/CSU)
- 1997–1998 Markus Meckel (SPD)
- 1994–1997 Norbert Gansel (SPD)
- 1994 Hartmut Soell (SPD)
- 1990–1994 Hans Koschnick (SPD)
- 1987–1990 Hans-Jürgen Wischnewski (SPD)
- 1984–1987 Antje Huber (SPD)
- 1983–1984 Hans-Jürgen Wischnewski (SPD)
- 1977–1983 Annemarie Renger (SPD)
- 1976–1977 Peter Corterier (SPD)
- 1967–1976 Kurt Mattick (SPD)
- 1957–1967 Carlo Schmid (SPD)
- 1956–1957 Herbert Wehner (SPD)
- 1953–1956 Carlo Schmid (SPD)
- 1949–1953 Eugen Gerstenmaier (CDU/CSU)